# Hubert-Félix Thiéfaine
Hubert-Félix Thiéfaine, né le 21 juillet 1948 à Dole (Jura), est un auteur-compositeur-interprète français.
Révélé en 1978 par son premier album studio Tout corps vivant branché sur le secteur étant appelé à s'émouvoir, il connaît une longue carrière consacrée en 2011 avec Suppléments de mensonge, son seizième album, qui lui vaut d'être double lauréat aux Victoires de la Musique 2012. Il est également commandeur de l'ordre des Arts et des Lettres.
Bien que très peu présent dans les grands médias, Hubert-Félix Thiéfaine connaît un succès relativement important depuis le début de sa carrière : ses albums sont pratiquement tous consacrés disques d'or et ses concerts font régulièrement le plein grâce à la fidélité et l'attachement de son public. Cette particularité fait de lui une des figures singulières de la chanson française et ses méthodes de promotion poseront les jalons de la nouvelle scène française.
Sa culture littéraire, musicale, cinématographique et historique lui permet de jouer avec des références diverses. Thiéfaine écrit seul ses textes et compose une certaine partie des titres ; la seconde partie de sa carrière est notamment marquée par une collaboration régulière avec les auteurs-compositeurs-interprètes Arman Méliès, J. P. Nataf, ainsi que son fils Lucas Thiéfaine, lui-même guitariste.
La dimension énigmatique et personnelle des textes est appréciée par son public et les médias le qualifient régulièrement de poète,,.

## Biographie

### Jeunesse et départ à Paris (1948-1978)
Hubert Félix Gérard Thiéfaine naît le 21 juillet 1948 à Dole au sein d'une famille catholique de six enfants (il a écrit une chanson pour ses parents, intitulée When Maurice meets Alice, les citant ainsi directement, dans l'album Scandale mélancolique). Il passe sa scolarité dans plusieurs établissements publics et privés de Besançon, et au pensionnat jésuite Notre-Dame de Mont Roland de Dole, où il a comme condisciples les futurs chanteurs Laroche Valmont et Cookie Dingler.
Après son baccalauréat option grec et latin et des études de droit et de psychologie à l'université de Besançon, il va à Paris tenter sa chance dans les cabarets rive gauche en 1971, notamment au Club des Poètes de Jean-Pierre Rosnay, au Pétrin et à la Maison pour tous de la rue Mouffetard. Il a déclaré savoir depuis l'âge de dix ans qu'il voulait devenir chanteur après avoir voulu devenir prêtre. À cette période, Thiéfaine ne publie pas ses titres. Il les écrit et les compose lui-même avant de les interpréter dans de nombreux cabarets et petites salles. Il vit alors dans la pauvreté et enchaîne les petits boulots pour subsister. En 1973, Thiéfaine propose son premier spectacle, intitulé Comme un chien dans un cimetière avec de nombreux titres qui seront édités plus tard.
Thiéfaine rencontre alors Tony Carbonare et ils collaborent autour du groupe Machin.

### Premiers albums (1978-1981)
En 1978, avec l'aide de Tony Carbonare auprès du label Sterne, Thiéfaine sort son premier album, Tout corps vivant branché sur le secteur étant appelé à s'émouvoir. L'année suivante, son deuxième album Autorisation de délirer sort chez le même label. Enfin, en 1980 est publié De l'amour, de l'art ou du cochon ?.
Ces trois albums sont composés principalement de titres écrits dix ans auparavant. Cette première période d'édition se caractérise par un Thiéfaine qui se tourne en dérision et qui arbore une moustache originale. Il monte sur scène, notamment au Théâtre de la Gaîté-Montparnasse avec de nombreux accessoires burlesques. Il y a cependant une continuité avec la suite de son œuvre, ces trois premiers albums présentent des titres graves comme Alligators 427, analogisant l'effroi que suscite le nucléaire ainsi que le cancer dont il se pensait alors atteint.

### Tournant majeur et premiers succès (1981-1990)

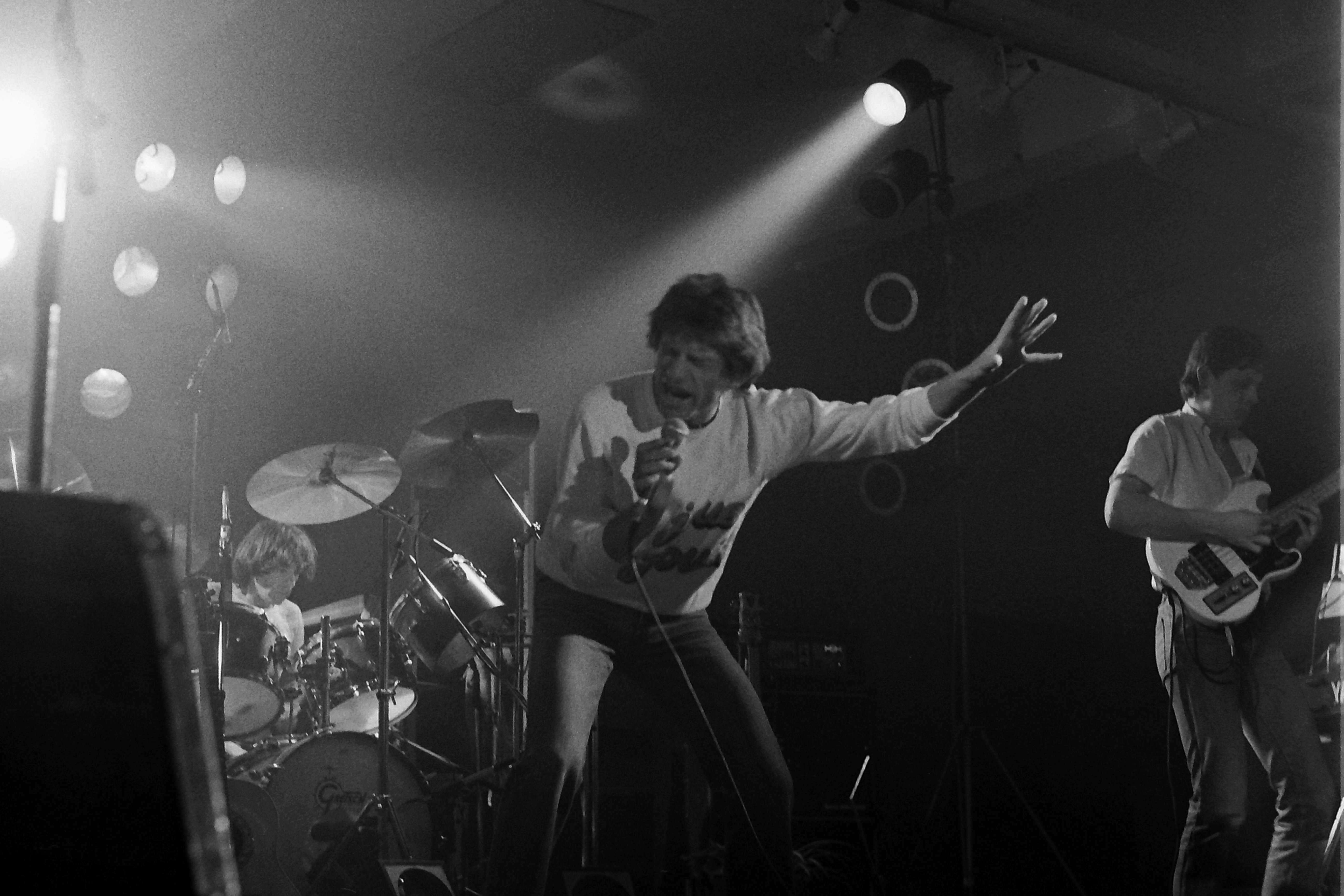
Hubert-Félix Thiéfaine lors d'un concert à Melun le 5 mars 1982.

À partir de 1981, Thiéfaine s'oriente vers un style moins folk et plus rock. Son quatrième album Dernières balises (avant mutation) en 1981 opère un changement radical de style. Le guitariste Claude Mairet s'occupe pour la première fois des arrangements de l'album, ce qu’il fera également pour certains albums postérieurs. C'est cette même année que Thiéfaine remplit pour la première fois l'Olympia de Paris. Le titre de l'album est évocateur et annonce lui-même un changement dans son œuvre.
L'année suivante, en 1982, sort Soleil cherche futur, qui a connu un certain succès avec la chanson Lorelei Sebasto Cha. Cet album est le premier disque d'or de Thiéfaine et a une grande importance dans sa discographie. Le chanteur organise alors une tournée nationale et publie en 1983 son premier album en public : En concert. Son succès croissant, Thiéfaine quitte Paris ; une rumeur se diffuse alors selon laquelle l'artiste serait mort.
Le sixième album, Alambic/Sortie-sud, est entièrement composé par Claude Mairet et sort en 1984. Thiéfaine enchaîne les publications avec l'album en public En concert vol.2 et son septième album studio Météo für nada en 1986. Son succès grandit de plus en plus et il remplit son premier Zénith de Paris. Il écrit Septembre rose en hommage à la naissance de son premier fils, Hugo. Ce titre figurera sur l'album suivant.
Vient ensuite Eros über alles en 1988 suivi d’une tournée et l’enregistrement en direct de Routes 88. La collaboration de sept ans entre Thiéfaine et Claude Mairet s'achève alors.

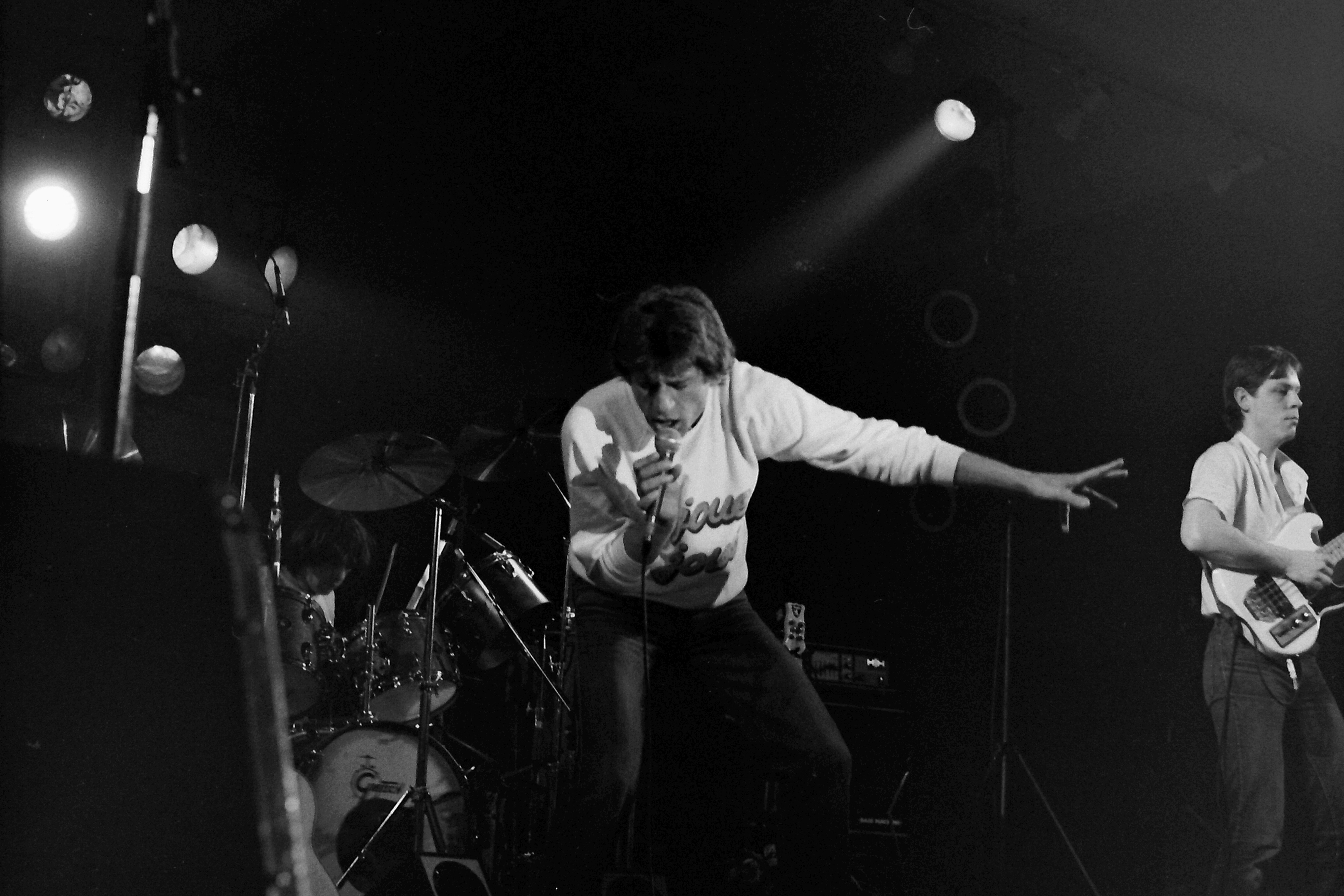
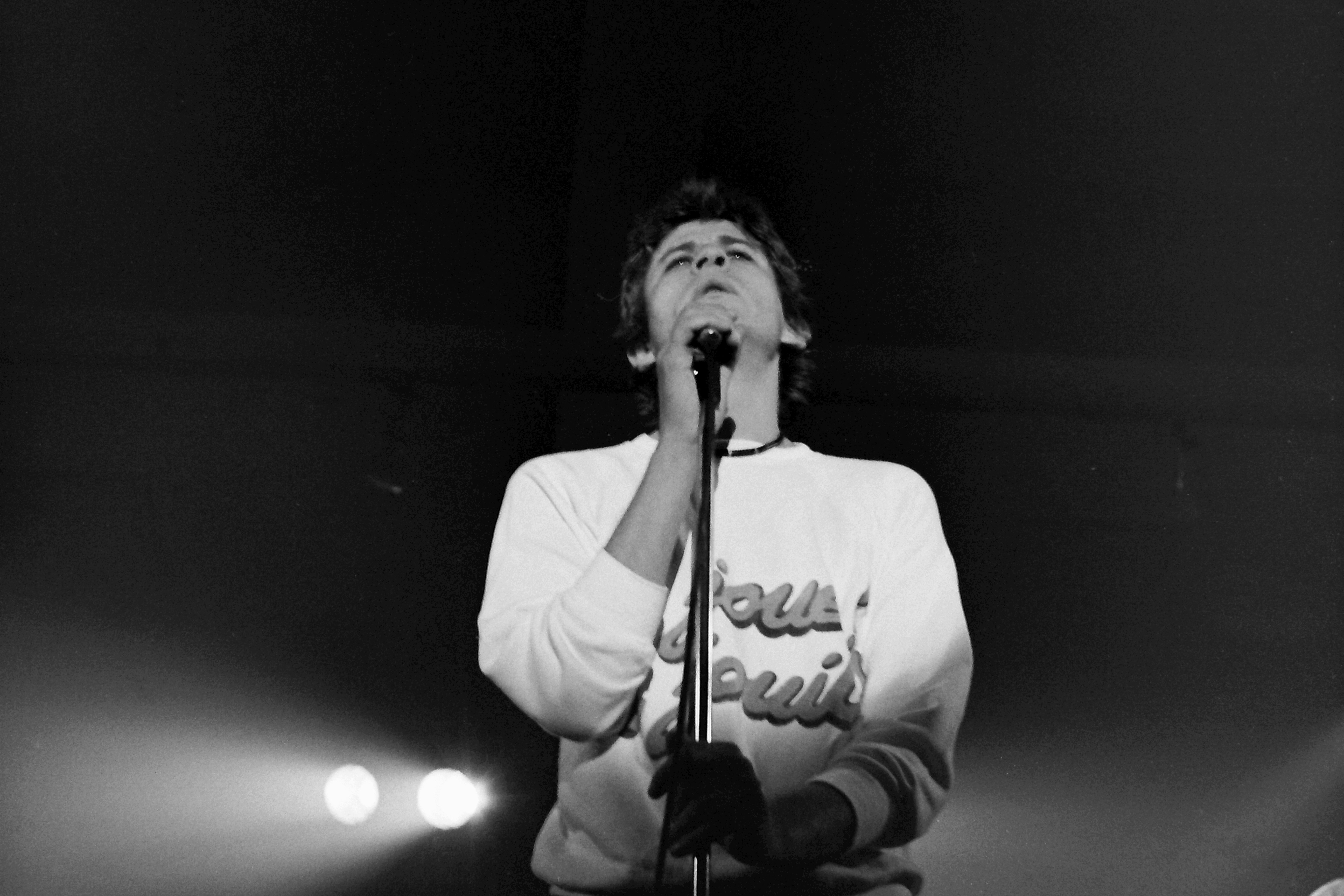
Hubert-Félix Thiéfaine lors d'un concert à Melun le 5 mars 1982.
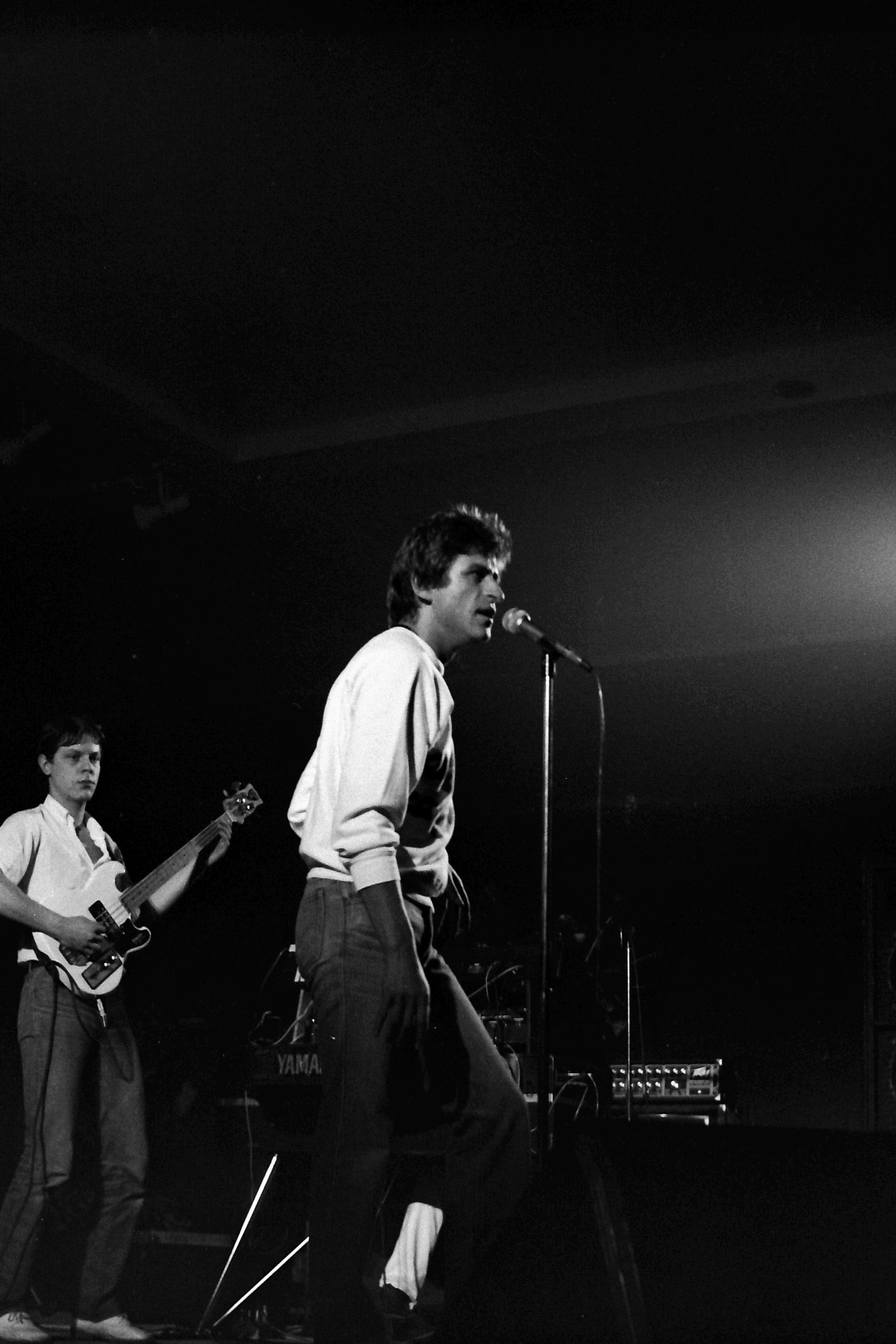

### Deux albums aux États-Unis (1990-1996)
Au début des années 1990, Thiéfaine sort deux albums studio, Chroniques bluesymentales (1990) et Fragments d'hébétude (1993). Thiéfaine, sans Claude Mairet et sa maison de disques Sterne, enregistre ces deux albums aux États-Unis. Le premier, à New York, est produit par Barry Reynolds ; le second, à Los Angeles, est réalisé par Chris Spedding.
Entre les deux, Thiéfaine réalise une tournée de dix-huit mois en France en 1991 avec trois concerts au Zénith de Paris et la sortie en VHS de la captation vidéo de Bluesymental Tour.
En 1993 naît son deuxième fils, Lucas Thiéfaine. Il lui écrit la chanson Tita dong-dong song, extraite de l'album La Tentation du bonheur, le jour de son troisième anniversaire.

### Popularité, Bercy, tournées, collaborations (1996-2008)

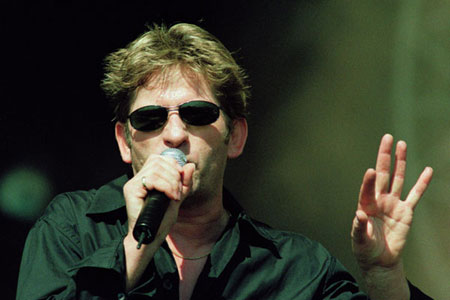
Hubert-Félix Thiéfaine en concert, en 1999.

En 1996 a lieu l'enregistrement, à Bruxelles et Londres, des albums La Tentation du bonheur (1996) et Le Bonheur de la tentation (1998). Ce premier reçoit le Grand Prix de l’académie Charles-Cros. Thiéfaine rejoint la maison de disque Sony Music et publie ces albums-miroirs. Sa musique, volontiers mélancolique, s'ouvre aux nappes de synthétiseurs. Le 11 décembre 1998, il emplit la salle de Paris-Bercy, sans appui des médias. Le concert fait l'objet d'un album et d'un DVD (En concert à Bercy) dont la pochette présente l'affiche du concert le montrant de dos en affichant de manière sarcastique « COMPLET ». Il poursuit cette tournée en 1999.
En 2000, Thiéfaine signe le texte de deux chansons de l'album de Paul Personne, Patchwork électrique : Exit of Eden et La Beauté du blues.
En 2001, sortie du treizième album studio Défloration 13, album à l'ambiance synthétique et flamboyante. La même année voit la création de Lorelei Production, sa propre société de production. De 2002 à 2005, Thiéfaine propose plusieurs tournées en France et un enregistrement au Bataclan et la parution du sixième disque en concert Au Bataclan. Il commence aussitôt une tournée En solitaire dans les pays francophones européens. Seul à la guitare, il rassemble de nombreux spectateurs dans des dizaines de petites salles.

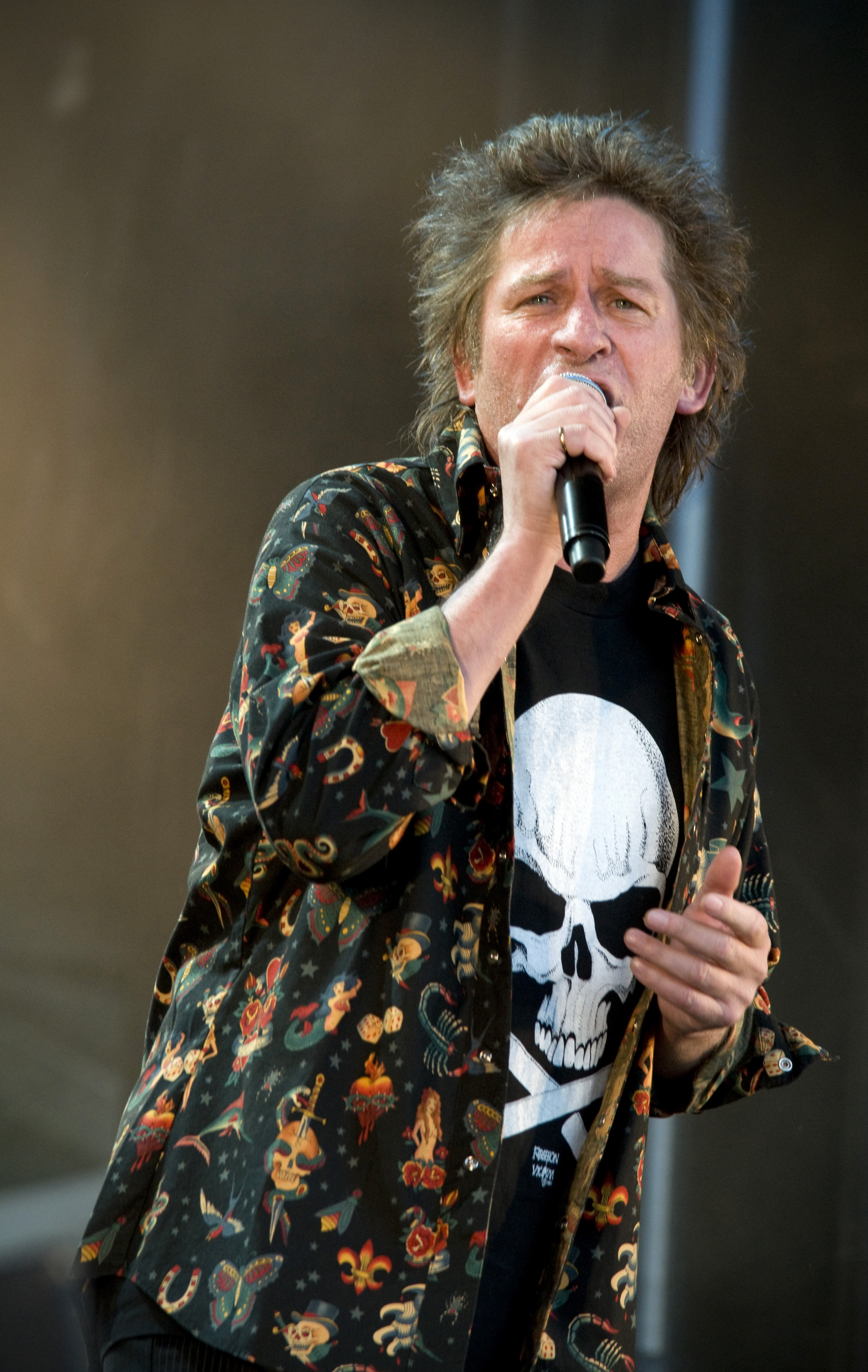
Hubert-Félix Thiéfaine en concert à Auxerre en 2008.

Son album Scandale mélancolique, nommé aux Victoires de la musique et sorti en 2005, fait volontiers référence à un passé tantôt heureux, tantôt difficile, à un avenir incertain, ou encore à son inspiration personnelle (le Jeu de la folie). Sur cet album, Thiéfaine a choisi de collaborer avec de nouveaux musiciens, dont le batteur Matthieu Rabaté et le guitariste Philippe Paradis. Il a laissé le soin à la jeune génération d'auteurs-compositeurs français, au nombre desquels on peut citer Cali ou encore Mickey 3D, de composer les musiques. Au même moment est publiée la biographie officielle Jours d’orage par Jean Théfaine chez Fayard. Un album en public accompagné d'un DVD, enregistré lors du concert au Zénith de Paris, le 17 novembre 2006, intitulé Scandale mélancolique tour, est également mis en vente en 2007. Cet enregistrement live est marqué par une empreinte sombre et des riffs foncièrement agressifs du guitariste Yan Péchin qui l'accompagnera de nouveau en 2018 lors de la tournée 40 ans de chansons sur scène.
Thiéfaine est sollicité en 2007 pour composer des chansons pour un nouvel album de Johnny Hallyday, de même que Paul Personne pour les musiques, mais rien n'est finalement retenu. Ce matériel sera la base de l'album Amicalement blues, enregistré au Studio ICP à Bruxelles, qui sort le 12 novembre 2007. Une mini-tournée, qui passe entre autres par l'Olympia, suit en 2008.
La fin de la tournée est annulée, Thiéfaine se faisant hospitaliser après un burn-out le 30 août 2008, après dix ans de scène sans interruption. Il en parle à l'émission On n'est pas couché de Laurent Ruquier le 19 mars 2011. L'album en gestation, Itinéraire d'un naufragé, est alors abandonné.
Il collabore avec le trompettiste classique Thierry Caens, sur scène et en studio (Météo fur Nada, Suppléments de mensonges) et lui fait jouer au théâtre, en 2004, le rôle du Diable dans L'Histoire du Soldat de Stravinsky/Ramuz mis en scène par Jean Maisonnave[réf. nécessaire].

### Une période de repos et un retour sur scène (2008-2016)

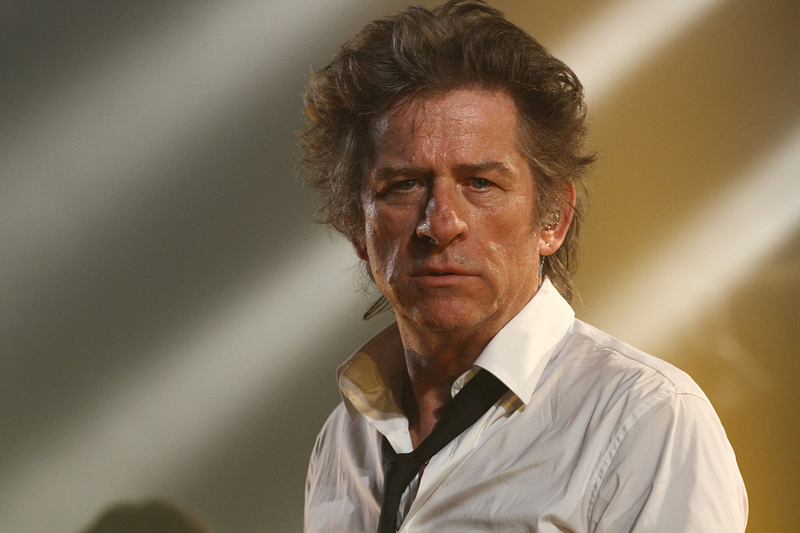
Hubert-Félix Thiéfaine au 24e festival Chorus des Hauts-de-Seine 2012 à Gennevilliers.

En mars 2009, pour ses « un peu plus que trente ans de carrière », sort une compilation en trois CD (que Thiéfaine nomme « Best-hier »), Séquelles, comportant un titre inédit, Annihilation, qui aurait dû faire partie de l'album Itinéraire d'un naufragé. Thiéfaine, qui se repose après son hospitalisation, fait de rares apparitions entre 2008 et 2011.
Thiéfaine signe un retour magistral avec son seizième album studio Suppléments de mensonge — sorti en CD et en double vinyle — qui paraît le 28 février 2011. Il est réalisé par Jean-Louis Piérot et Édith Fambuena (Les Valentins), et se compose de dix nouvelles chansons, augmentées de deux titres « survivants » d'Itinéraire d'un naufragé. Il est suivi d'une tournée baptisée Homo plebis ultimae tour, avec un concert à Paris-Bercy le 22 octobre 2011. Le CD contient un DVD d'une captation complète d'un concert donné au Zénith de Nantes le 9 décembre 2011. Quelques jours auparavant, une deuxième version de l'album est sortie, avec trois chansons supplémentaires (Modèle dégriffé, L'amour est une névrose et Casino / Sexe et Tendritude). C'est la première collaboration entre le chanteur et le guitariste Alice Botté, qui l'accompagnera sur l'album studio suivant ainsi que sur scène pendant près d'une décennie. Le musicien breton Tristan Nihouarn assure la première partie de ses concerts durant vingt dates au printemps 2012 avec deux de ses compères de Matmatah reformé par la suite en 2014.
Il reçoit le Grand Prix de la chanson française de la Sacem le 14 novembre 2011, alors que Suppléments de mensonge obtient à l'automne un disque de platine (pour 250 000 ventes). Cet album est récompensé aux Victoires de la musique 2012 dans la catégorie Album de chansons. Il obtient également la Victoire du meilleur interprète masculin de l'année 2012. Homo Plebis Ultimae Tour se termine sur son cent-treizième concert au Bush Hall de Londres le 2 juin 2013.

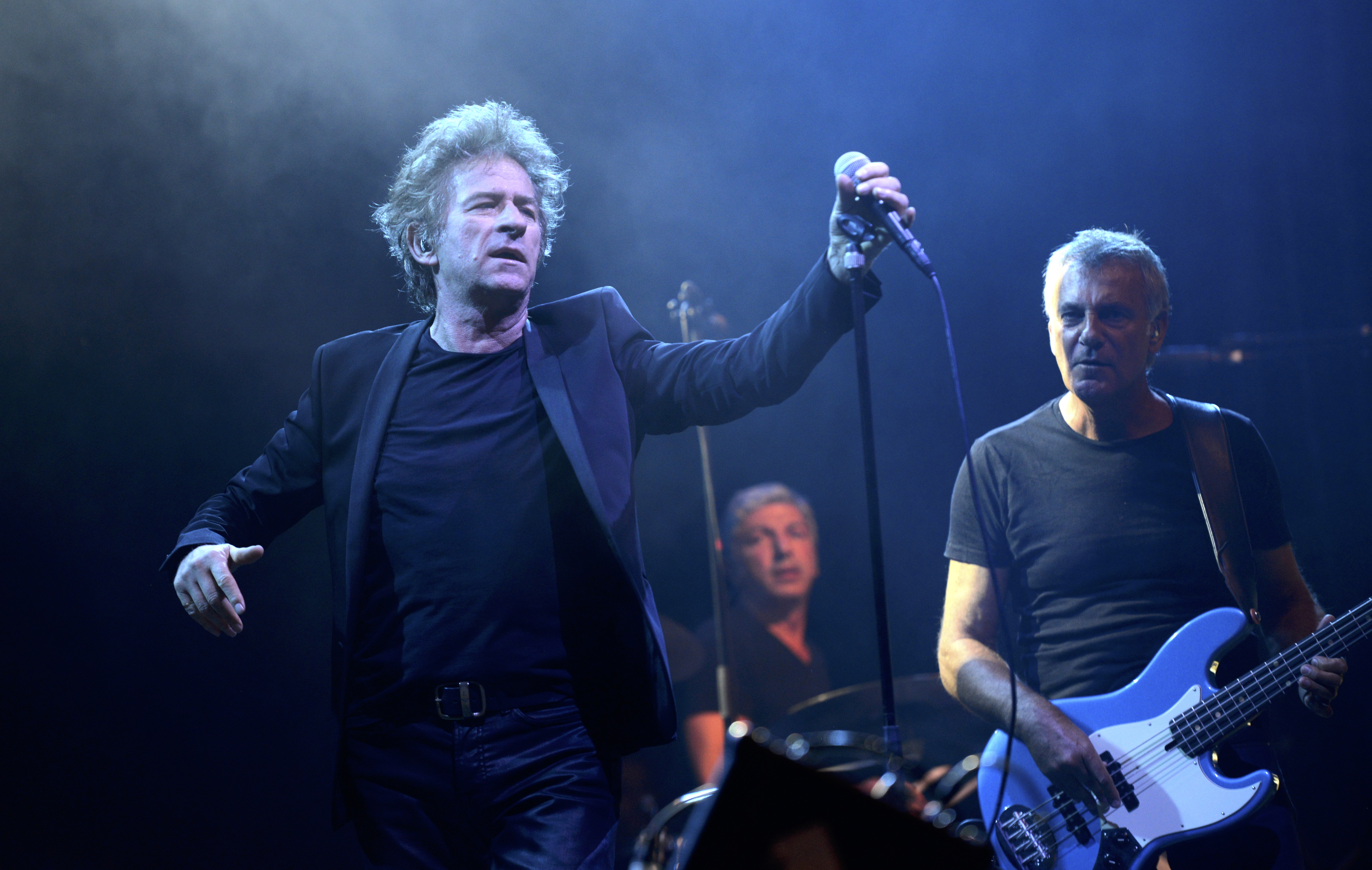
Hubert-Félix Thiéfaine, le 02 septembre 2016 au Concert de Rentrée de Dijon.

Son dix-septième album studio Stratégie de l'inespoir, réalisé avec son fils Lucas Thiéfaine et Dominique Ledudal, sort le 24 novembre 2014 et est certifié disque d'or en quinze jours. Le titre Angélus, autre rescapé d'Itinéraire d'un naufragé avec une musique signée Yan Péchin, est publié en avant-première. L'album est suivi d'une tournée baptisée VIXI tour XVII. Le 16 octobre 2015 sort une réédition de l'album avec un CD en public inédit enregistré à La Maison de la Poésie à Paris le 9 juin 2015. Le 18 novembre 2015, l'album Stratégie de l'inespoir reçoit le Grand Prix 2015 de l’académie Charles-Cros dans la catégorie « Chanson » comme en 1996. La tournée s'arrête en 2016.

### Des années calmes marquées par quelques concerts (2016-2021)

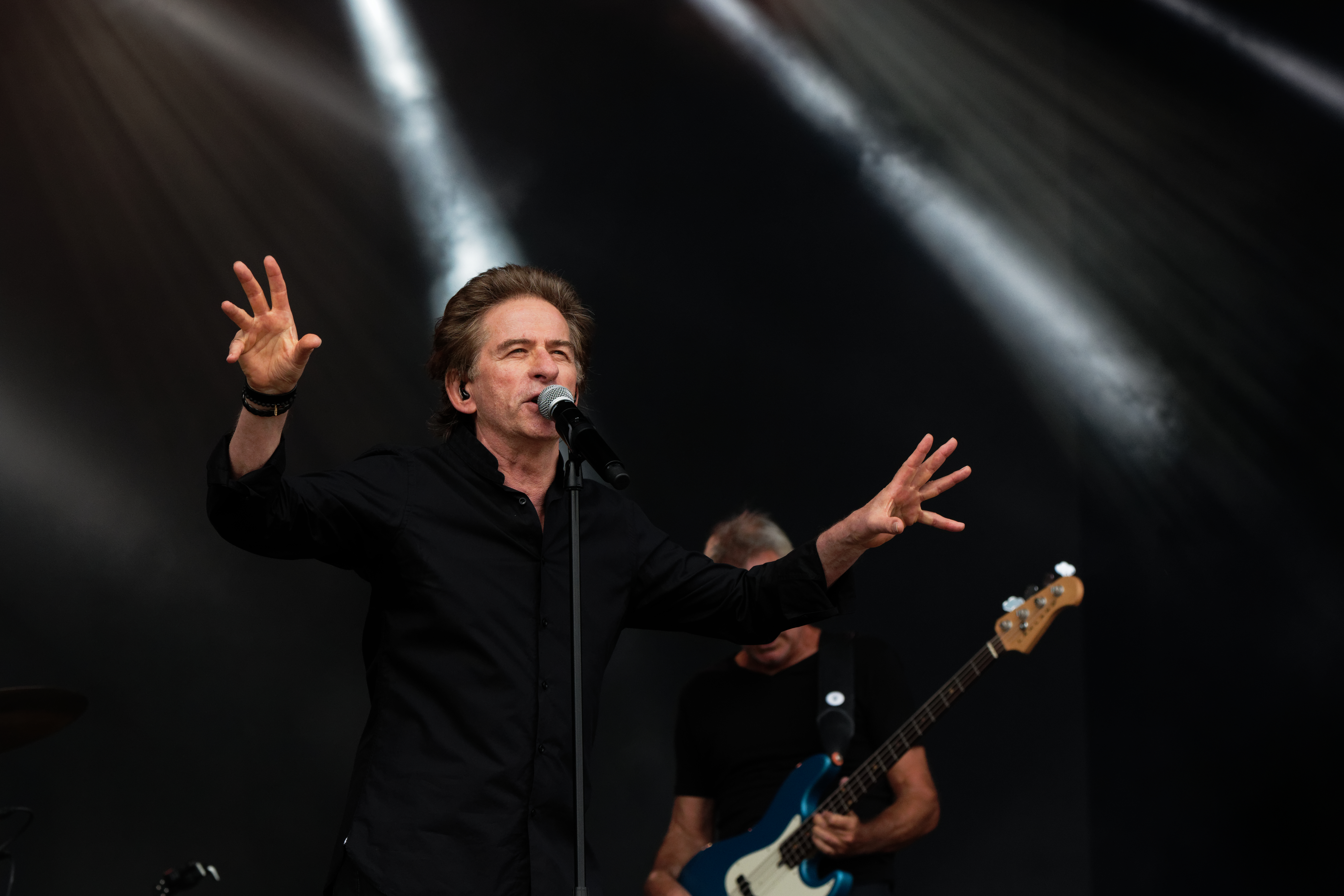
Thiéfaine au Festival des Vieilles Charrues en 2019.

En 2018, à l'instar de ce qu'il avait fait en 1998 pour les vingt ans, Thiéfaine donne douze concerts en France dont AccorHotels Arena de Paris-Bercy pour fêter ses quarante ans de discographie. Une captation (CD + DVD) sort en 2019 : 40 ans de chansons sur scène. Tous les albums studios sont réédités en vinyle et en CD. La tournée se mue alors et est à l'affiche des festivals en 2019. Thiéfaine clôture cette tournée avec deux Olympia les 22 et 23 novembre 2019.
En parallèle, il continue quelques collaborations sur des albums d'autres artistes (Véronique Sanson, Arman Méliès, Tryo), ce qu'il avait déjà fait quelquefois les années précédentes.

### La continuité familiale (depuis 2021)

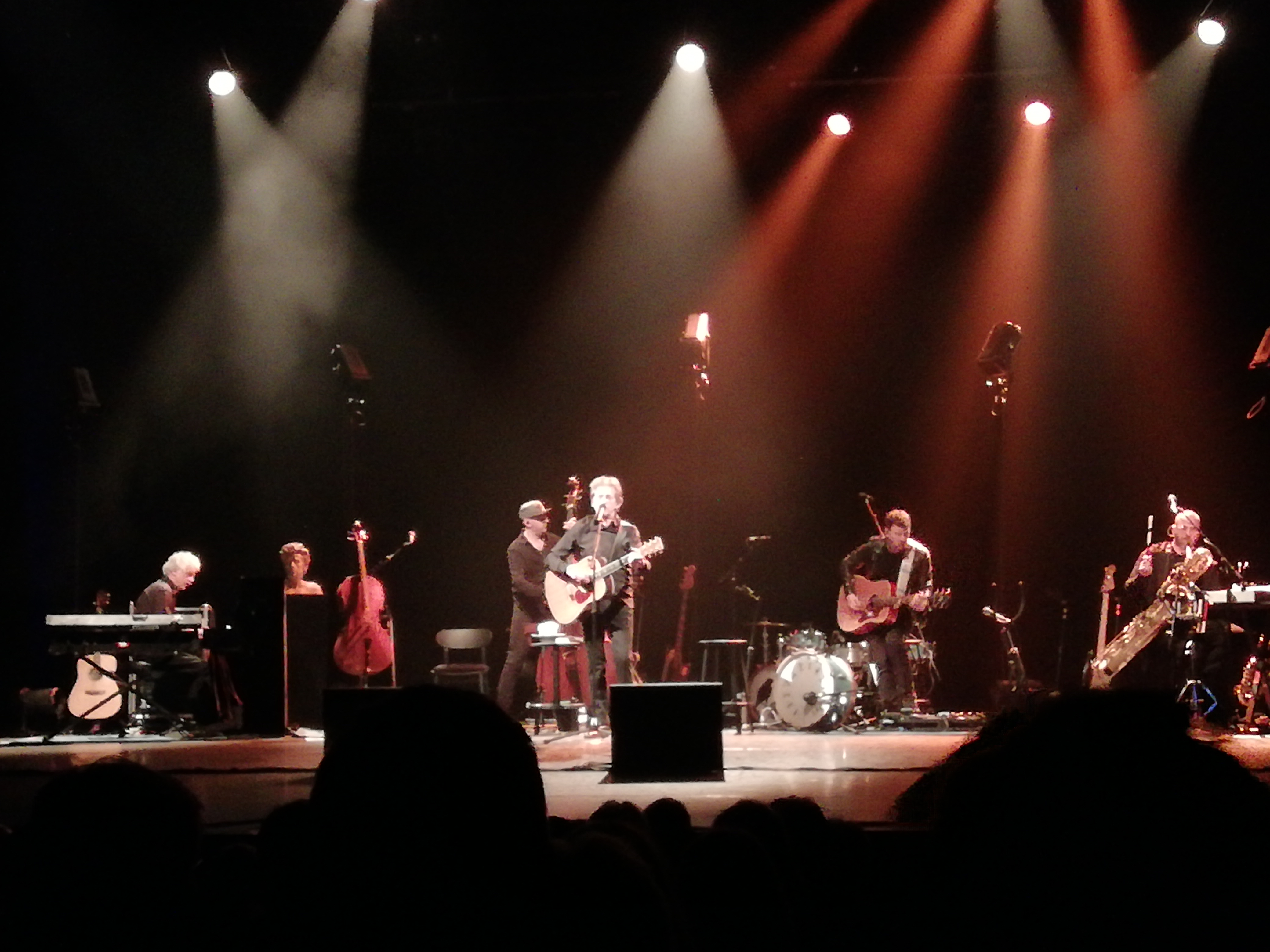
Hubert-Félix Thiéfaine en concert au théâtre des Folies Bergère le 26 janvier 2022.

Après sept ans sans nouveaux titres et presque deux ans après ses derniers concerts, Hubert-Félix Thiéfaine marque son retour en publiant un nouveau titre inédit Page noire le 12 mai 2021 sur une composition d’Arman Méliès. Le 28 mai 2021, il annonce la tournée acoustique Unplugged, composée de quarante-cinq dates comprises entre le 9 janvier et le 21 mai 2022, qui passera notamment par les petites salles parisiennes du Grand Rex, les Folies Bergère, Pleyel et l'Olympia.
Le 11 juin 2021, sort un deuxième titre, Du soleil dans ma rue, chanson au ton sarcastique sur une composition de JP Nataf, en même temps que l'annonce de la sortie de son dix-huitième album studio : Géographie du vide, qui sort le 8 octobre 2021. Cet album est entièrement réalisé par Lucas Thiéfaine, et contient deux titres composés par Marc Perier.

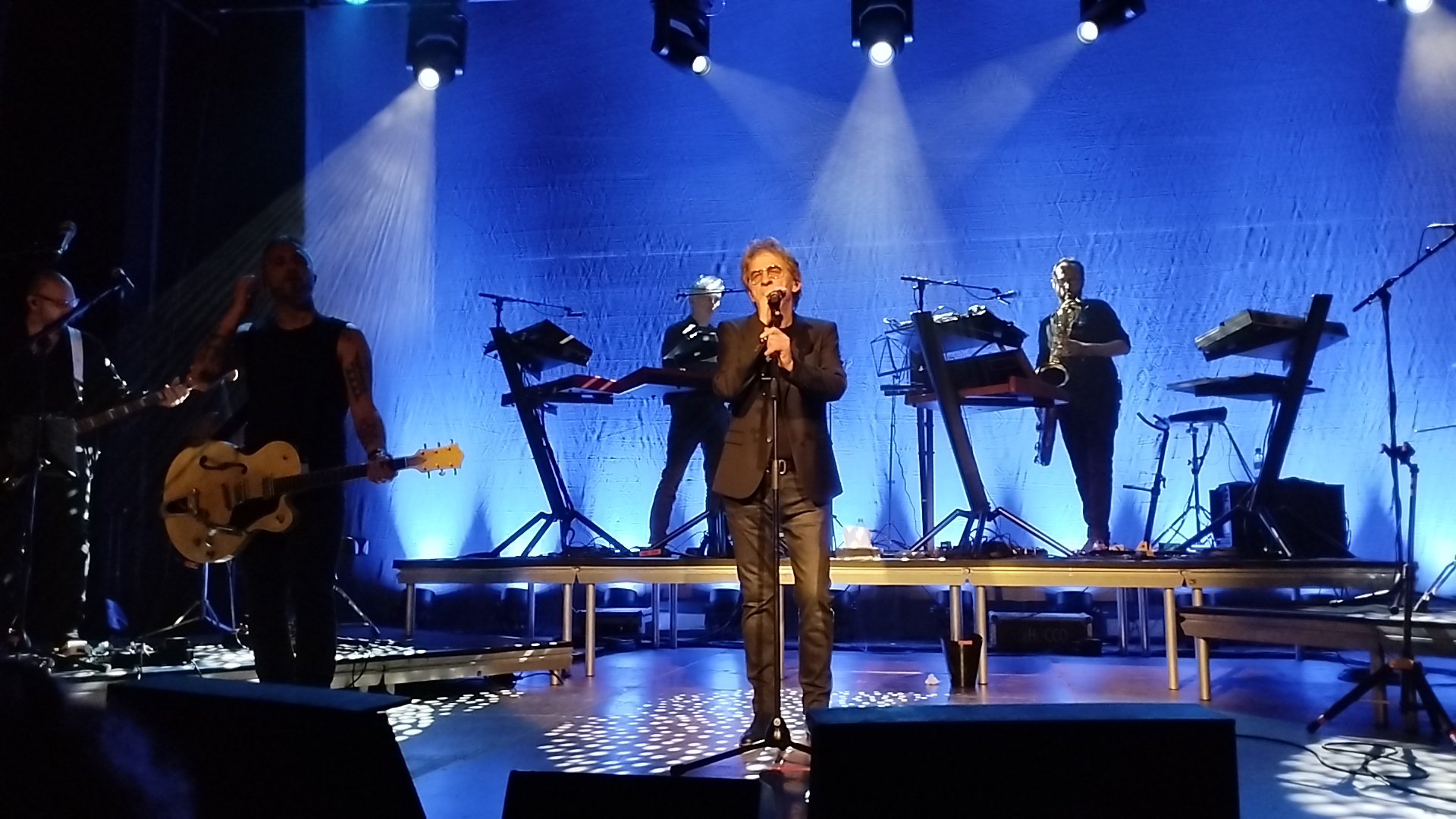
Hubert-Félix Thiéfaine en concert à l'espace culturel Jean-Jacques Robert à Mennecy, en octobre 2023.

Le 27 septembre 2021, il annonce treize dates comprises entre le 3 mars et le 14 avril 2023 pour la tournée ... Replugged, faisant suite à la tournée acoustique Unplugged... qui a lieu un an plus tôt, avec une programmation différente et des musiciens supplémentaires. La tournée passe notamment par le Zénith le 14 avril, avant une tournée des festivals à l'été passant entre autres par la Fête de l'Humanité. Le 23 juin 2023, il annonce une prolongation de la tournée jusqu'à l'année suivante, passant notamment de nouveau par l'Olympia de Paris le 17 mai 2024. La tournée s'achève le 25 août 2024 au festival Galettes du Monde à Sainte-Anne-d'Auray. Deux albums live, Unplugged et Replugged, sortent respectivement en novembre 2024 et mars 2025, traces de ces deux tournées.
L'intégrale des chansons est publié le 13 octobre 2023 dans la prestigieuse collection Points Poésie sous le titre Itinéraire d'un naufragé, ce titre n'ayant « pas servi » pour l'album qui était en préparation en 2008. Plusieurs séances de dédicaces assurées par l'artiste se tiennent pour en assurer la promotion.

## Prises de position
En 2005, Hubert-Félix Thiéfaine sort la chanson Télégramme 2003 sur l'album Scandale mélancolique, écrite en soutien à Bertrand Cantat alors incarcéré pour le meurtre de Marie Trintignant.
En juin 2022, lors des élections législatives, il apporte son soutien à la Nupes en jouant aux côtés du député Adrien Quatennens, fan de l'artiste, dans le cadre d'un meeting à Lille.

## Thèmes de ses chansons

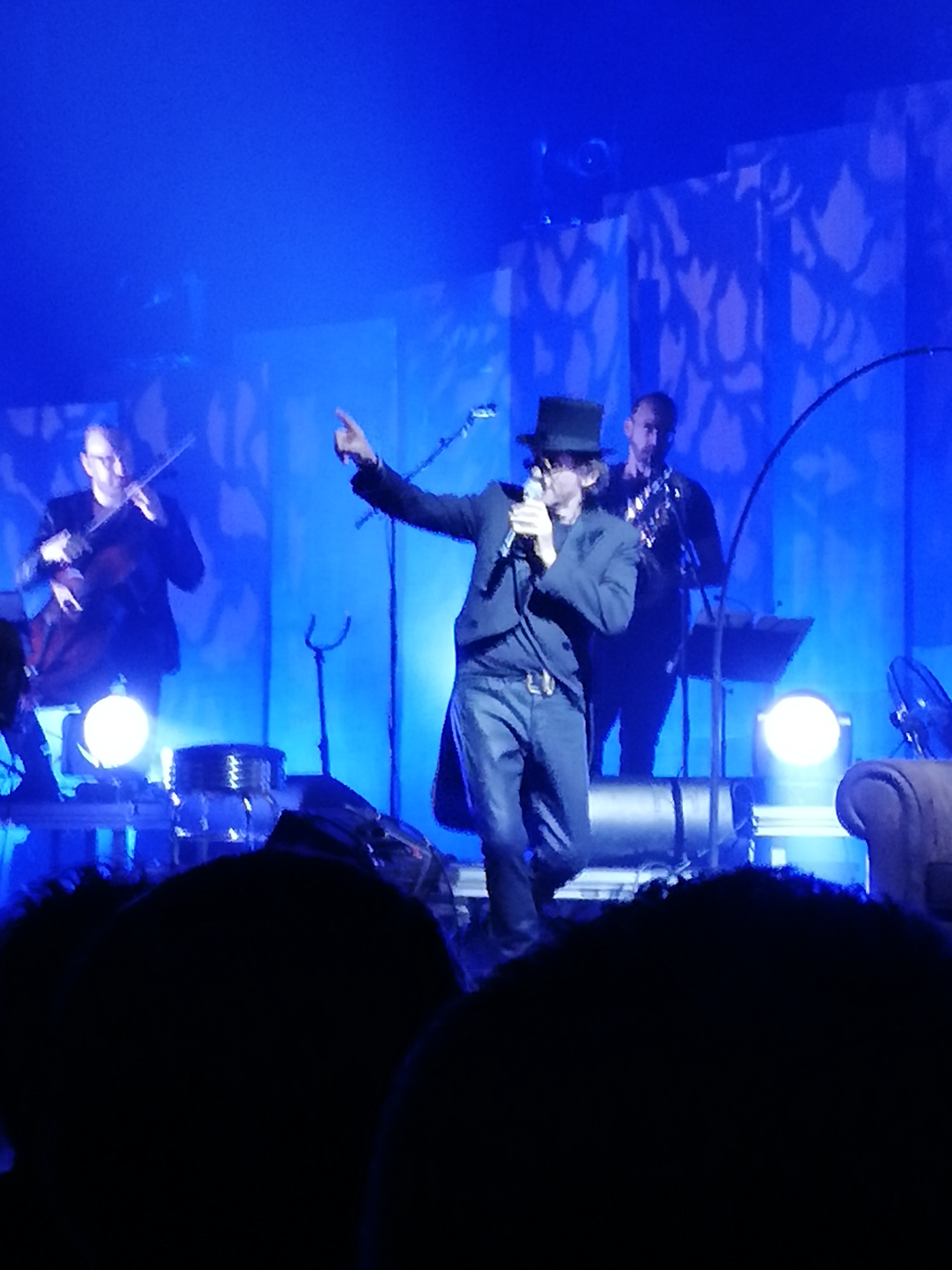
Hubert-Félix Thiéfaine, incarnant la « maison Borniol », au cours du final de la tournée 40 ans de chansons sur scène le 22 novembre 2019 en musique à l'Olympia.

Son œuvre est marquée d'un mélange de classiques de la chanson française, d'inspirations littéraires variées et d'un goût pour l'usage d'un vocabulaire riche allant jusqu'aux emprunts à la culture classique, grecque ou latine.
Sa chanson La Fille du coupeur de joints, figurant sur son premier album, traite, sous un aspect enjoué, de la consommation de cannabis. L'imagerie des « consommateurs de substances psychotropes » est l'un des thèmes récurrents de son œuvre, notamment dans Solexine et Ganja, Exil sur la planète fantôme, Narcisse 81, Cabaret Sainte-Lilith, entre autres. Parmi ses grands classiques, Alligators 427 — une ironique ode à la mort inspirée par la peur du nucléaire et par une alerte médicale —, ou encore Les Dingues et les Paumés, ode à l'amour et aux écorchés vifs[réf. nécessaire] ou Lorelei Sebasto Cha. Parmi ses thèmes de prédilection, la folie (Le Jeu de la folie), la critique de la société (Exercice de simple provocation avec 33 fois le mot « coupable ») et la mort (La Maison Borniol).
Chanteur-poète écorché vif, évoluant toujours aux marges du langage institué, il tire son inspiration d'écrivains de différentes périodes de la littérature française notamment mais non exclusivement. Il affectionne les références littéraires issues du XIXe siècle comme Rimbaud, Baudelaire ou Lautréamont, qu'il cite dans ses textes. Il s'inspire également d'auteurs plus contemporains comme Romain Gary. Son style sur les traces de Boris Vian et sa créativité n'ont jamais perdu l'humour truculent (Psychanalyse du singe, La Cancoillotte), voire le non-sens (22 mai) de ses débuts, mais le cynisme (La Terre tremble) et le désespoir (Crépuscule-transfert) y ont une part plus importante. Il sait célébrer tous les plaisirs (Sentiments numériques revisités) : sexe, drogues… et rock' n' roll. On y retrouve régulièrement le récit de divers événements ayant perturbé sa vie (Un vendredi 13 à 5 heures, Petit matin 4.10 heure d'été). Il revendique son intérêt pour la musique classique, qui est le genre qu'il écoute essentiellement. Il s'amuse des ambiances à la fois décadentes (Cabaret Sainte-Lilith) et charmeuses, rejoignant souvent la puissance imaginaire et artistique d'un Manset, d'un Gainsbourg ou d'un Ferré. Hubert-Félix Thiéfaine trouve ses influences dans la poésie française mais également auprès d’auteurs de la beat generation.

## Bibliographie

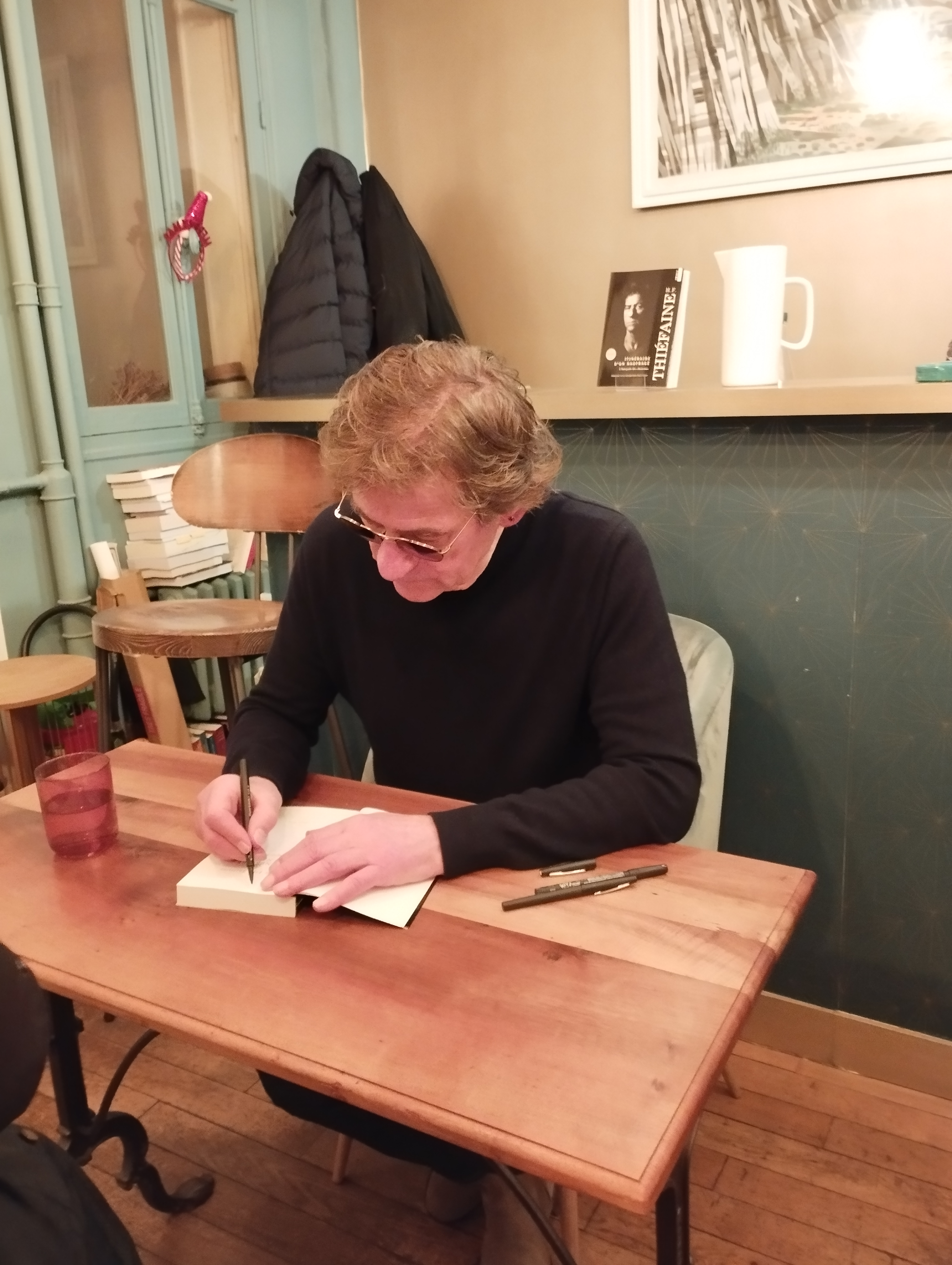
Hubert-Félix Thiéfaine lors d'une séance de dédicace à librairie L'Instant, à Paris, en décembre 2023.

## Discographie

### Participations et reprises
Morceaux sortis sur albums tiers et albums hommages :
- 2000 : Patchwork électrique de Paul Personne : textes d'Exit of Eden et de La Beauté du blues
- 2008 : Tous ces mots terribles, hommage à François Béranger : reprise de Tranche de vie
- 2009 : Enfantillages d'Aldebert : trio sur Les deux ogres (avec Yves Jamait)
- 2010 : Remets-lui Johnny Kidd, hommage à Alain Bashung : reprise de Toujours sur la ligne blanche
- 2014 : La Bande à Renaud, hommage à Renaud : reprise d'En cloque et voix sur Dès que le vent soufflera
- 2015 : Des airs de liberté, hommage à Jean Ferrat : reprise de Nuit et Brouillard
- 2015 : Il nous restera ça de Grand Corps Malade : voix et texte sur Le temps des tachyons
- 2018 : Duos volatils de Véronique Sanson : duo sur Redoutable
- 2020 : XXV de Tryo : duo sur Apocalypticodramatic XXV
- 2021 : Laurel Canyon d'Arman Méliès : duo sur Météores

Live, émissions télévisées et radio (liste non exhaustive) :
- 1995 : duo avec le groupe Ange sur Caricatures (Zénith live 95)
- 1995 : reprise de C'est extra, de Léo Ferré, en duo avec Charlélie Couture (émission Taratata, France 2)
- 1995 : reprise de N'y pense plus, tout est bien, de Hugues Aufray en duo avec Jean-Patrick Capdevielle (émission Taratata, France 2)
- 1995 : reprise de Avec le temps, de Léo Ferré, en duo avec Zazie (émission Taratata, France 2)
- 2011 : reprise de Vingt ans et de C'est extra, de Léo Ferré (émission Chabada, France 3)
- 2011 : reprise de Elle est terrible, de Johnny Hallyday (émission radio pour Au secours c'est du live !, OUI FM)
- 2012 : reprise de La mémoire et la mer, de Léo Ferré (émission Chabada, France 3)
- 2015 : reprise de Potemkine, de Jean Ferrat (émission Du côté de chez Dave hommage à Jean Ferrat, France 3)
- 2019 : reprise de La nuit je mens d'Alain Bashung (concert Immortel Bashung au Grand Rex, 2019)

## Ventes[32]
| Année | Album                        | Classement des ventes | Classement des ventes | Classement des ventes |
| Année | Album                        | France                | Belgique              | Suisse                |
| ----- | ---------------------------- | --------------------- | --------------------- | --------------------- |
| 1996  | La Tentation du bonheur      | 27                    | /                     | /                     |
| 1998  | Le Bonheur de la tentation   | 20                    | /                     | /                     |
| 1999  | En concert à Bercy           | 19                    | /                     | /                     |
| 2001  | Défloration 13               | 14                    | /                     | /                     |
| 2002  | Au Bataclan                  | 75                    | /                     | /                     |
| 2005  | Scandale mélancolique        | 14                    | 89                    | /                     |
| 2007  | Scandale mélancolique tour   | 58                    | /                     | /                     |
| 2007  | Amicalement blues            | 19                    | 77                    | /                     |
| 2011  | Suppléments de mensonge      | 2                     | 22                    | 32                    |
| 2012  | Homo plebis ultimae tour     | 14                    | 45                    | 90                    |
| 2014  | Stratégie de l'inespoir      | 10                    | 61                    | 33                    |
| 2016  | VIXI Tour XVII               | 10                    | 43                    | 69                    |
| 2018  | 40 ans de chansons sur scène | 13                    | 66                    | 75                    |
| 2021  | Géographie du vide           | 2                     | 6                     | 6                     |

## Documentaires
- 2005 : Sur les traces d'Hubert-Félix Thiéfaine de François Bombard, France 3 Bourgogne[33].
- 2012 : Galaxie Thiéfaine : Supplément d'âme... de Dominique Debaralle et Michel Buzon, France 3 Franche-Comté.

## Cinéma
- 2016 : la chanson Soleil cherche futur fait partie de la bande originale du film Le Pantin, sorti le 14 septembre 2016[34].

## Distinctions

### Récompenses
- 1996 : prix de l'académie Charles-Cros pour La Tentation du bonheur.
- 2011 : grand prix de la chanson française de la SACEM [35].
- 2012 : Victoire de la musique de l'album de chansons pour Suppléments de mensonge[36].
- 2012 : Victoire de la musique de l'artiste interprète masculin de l'année[36].
- 2015 : prix de l'académie Charles-Cros pour Stratégie de l'inespoir[37].
- 2017 : coup de cœur Parole enregistrée et documents sonores 2017 de l'académie Charles-Cros pour Les Carnets du sous-sol[38].
- 2019 : grand prix de l'UNAC partenaire de la Sacem hommage pour la carrière[39].

### Décorations
- Commandeur de l'ordre des Arts et des Lettres Il est promu au grade de commandeur le 13 septembre 2016[40]. Il était officier depuis 2009.